# 本朝女鑑
『本朝女鑑』（ほんちょうじょかん）は、仮名草子。12巻。寛文元年（1661年）刊。作者は浅井了意とされる。
北村季吟の『仮名烈女伝』、黒沢弘忠の『本朝烈女伝』にならって、日本の古今の賢婦烈女85人を5分類し、絵入り仮名書きで著わした。
| スタブアイコン | サブスタブ | この項目は、まだ閲覧者の調べものの参照としては役立たない、文学に関連した書きかけの項目です。この項目を加筆・訂正などしてくださる協力者を求めています（P:文学、PJ:ライトノベル）。項目が小説家・作家の場合には{Writer-substub}を、文学作品以外の本・雑誌の場合には{Book-substub}を貼り付けてください。 |